# Andreas von Schönberg (Oberkommandant)
Andreas von Schönberg (* 22. Februar 1600 in Wolkenstein; † 3. August 1688 in Dresden) war kurfürstlich-sächsischer Geheimer und Kriegsrat, Generalwachtmeister und Oberkommandant der Dresdner Befestigungsanlagen sowie der Festung Königstein. Er war Herr auf Ahlum.

## Leben
Andreas von Schönberg stammte aus der sächsischen Adelsfamilie von Schönberg und war der Sohn von Christoph von Schönberg (1554–1608).
Gegen Ende des Dreißigjährigen Krieges war von Schönberg von 1643 bis 1649 Stadtkommandant der Residenzstadt Hannover. Seine Ernennung zum Generalwachtmeister erfolgte am 5. März 1676.
Sein Leichnam wurde am 17. August 1688 in der Sophienkirche in Dresden beigesetzt. Die dabei gehaltene Leichenpredigt erschien in Druck. Das hölzerne Epitaph seines Grabes hat sich bis 1945 in der Sophienkirche erhalten.

## Schönbergstraße
Laut dem Adressbuch der Stadt Hannover von 1952 wurde die 1929 im hannoverschen Stadtteil Ledeburg angelegte Schönbergstraße „[...] nach einem früheren hannoverschen Stadtkommandanten“ benannt.